# إزيو ديلا سافيا
إزيو ديلا سافيا (بالإيطالية: Ezio Della Savia)‏ (مواليد 24 يونيو 1942) هو سبّاح إيطالي، مثّل بلاده في الألعاب الأولمبية الصيفية 1960.

## روابط خارجية
إزيو ديلا سافيا على موقع الاتحاد الدولي للسباحة (الإنجليزية)
- إزيو ديلا سافيا على موقع اللجنة الأولمبية الدولية (الإنجليزية)
- إزيو ديلا سافيا على موقع أوليمبيديا (الإنجليزية)